# Ödön Pártos
Ödön Pártos [transcripción alternativa en español: Oedoen Partos, en húngaro: Pártos Ödön, en hebreo: עֵדֶן פרטוש‎   (Eden Partosh); (Budapest, Imperio austrohúngaro, 1 de octubre de 1907 - Tel Aviv, Israel, 6 de julio de 1977) fue un violista y compositor israelí. Galardonado con el Premio Israel, enseñó y se desempeñó como director de la Academia de Música Rubin, ahora conocida como la Escuela de Música Buchmann-Mehta en Tel Aviv.

## Biografía

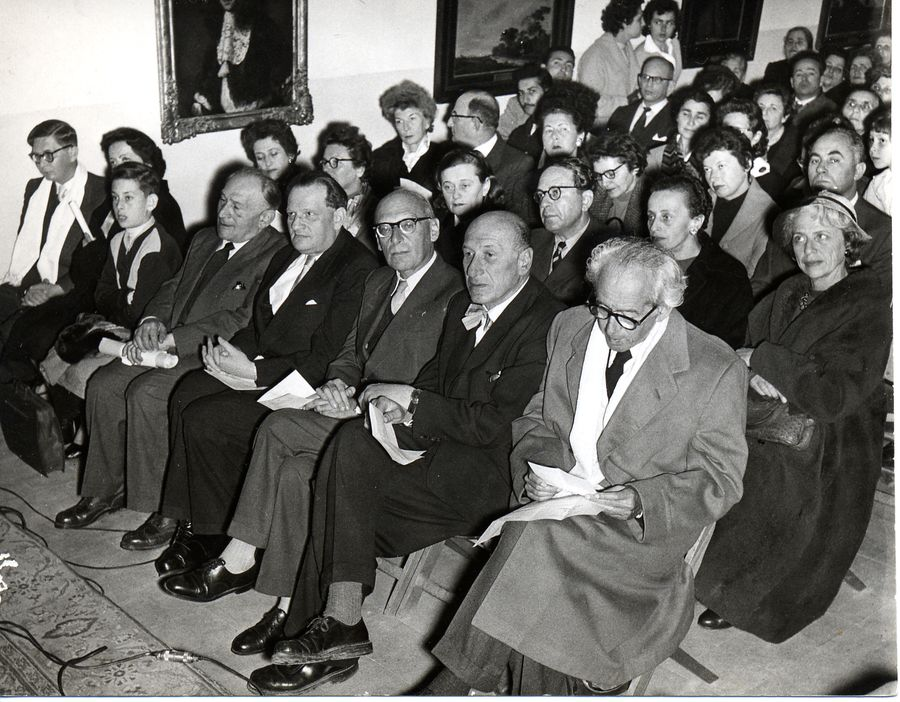
Ödon Partos en primera fila.

Partos nació en Budapest (en ese momento, parte del Imperio austrohúngaro) y estudió en la Academia de Música Franz Liszt, junto con Antal Doráti y Mátyás Seiber, estudió violín con Jenő Hubay y composición con Zoltán Kodály. Al completar sus estudios, fue aceptado para el puesto de violinista principal en una orquesta en Lucerna, luego de lo cual tocó en otras orquestas europeas, entre ellas la de Berlín. En 1934, tras el ascenso al poder de Hitler, Partos regresó a su ciudad natal, donde fue violinista principal de la orquesta sinfónica de la ciudad.
En 1936, Bronisław Huberman fundó la actual Orquesta Filarmónica de Israel, para la cual reclutó a músicos judíos expulsados de las orquestas europeas. Huberman buscó incluir a Partos, aunque la toma de posesión de este último se retrasó debido a un compromiso previo: un contrato con el gobierno de la URSS a través del cual Partos enseñaba violín y composición en el Conservatorio de Bakú, Azerbaiyán. En 1937, Partos abandonó la URSS, tras negarse a afiliar al Partido Comunista durante el período de los Procesos de Moscú. Regresó a Budapest, donde se desempeñó como violinista principal de la orquesta y realizó giras de conciertos por países europeos.
En ese momento, Bronisław Huberman invitó a Partos a un encuentro en Florencia, donde le ofreció el puesto de violista principal en la Orquesta de Israe. Al rechazar ofertas atractivas de América del Sur (en particular la de Perú), Partos emigró a Eretz Israel en 1938.
Entre los años 1938 y 1956, Partos fue el director de la sección de violas de la Orquesta Filarmónica de Israel, además de realizar numerosas actuaciones en solitario en Israel y en el extranjero. En 1946, junto con el violonchelista László Vincze, fundó la Academia de Música Samuel Rubin Israel (actual Escuela de Música Buchmann-Mehta) en Tel Aviv, y en 1959 jugó un papel decisivo en la fundación de la Escuela Secundaria de Arte Thelma Yellin  en Tel Aviv. En 1951, Partos fue nombrado director de la Academia Rubin, cargo que ocupó hasta su muerte (aunque el estado de salud durante sus últimos cinco años de vida le impidió tomar parte activa en la administración de la academia, cargo que ocupó por el profesor Arie Vardi, quien lo sucedió como director allí).
Ödön Partos es considerado uno de los compositores israelíes más importantes. Fue galardonado con el Premio Israel en 1954, el primer homenajeado en el campo de la música.
Entre los estudiantes notables de Partos se encuentran Cecylia Arzewski, Dvora Bartonov, Menahem Breuer, Ilan Gronich, Rami Solomonow, Rivka Golani, Uri Mayer, Rami Bar-Niv, Yehoshua Lakner, Avraham Sternklar, Shelemyahu Zacks y Noa Blass.

## Premios
- En 1954, Partos recibió el Premio Israel de Música.[3]

## Otras lecturas
Avner Bahat, Eden Partosh: Chayav ve-yetsirato . Tel Aviv: Am Oved, 1984 (en hebreo)